# Han Chey
Han Chey es una comuna (khum) del distrito de Kompung Siem, en la provincia de Kompung Cham, Camboya. En marzo de 2008 tenía una población estimada de 5001 habitantes.
Se encuentra ubicada en la llanura camboyana, al sureste del lago Sap (Tonlé Sap) y a escasa distancia del río Mekong y de la frontera con Vietnam.